# Liguria
Liguria (IPA: [liˈɡuːrja]) Olaszország egyik északi közigazgatási egysége, régiója (regione). olaszul: Regione di Liguria. Határai délről a Ligur-tenger, nyugatról Franciaország, északnyugaton Piemont, északkeleten Emilia-Romagna, keleten Toszkána. Négy megyéje van, közigazgatási székhelye: Genova. A régió neve egy antik népcsoportnak, a liguroknak köszönhető, akik az i. e. I. évezredben éltek itt. Liguria területe 5421 km², ezzel Olaszország legkisebb kiterjedésű régiói közé tartozik, csupán Valle d’Aosta és Molise kisebbek nála. Népsűrűsége: 294 fő/km², ami másfélszerese az országos átlagnak (198 fő/km²).

## Földrajz

### Fekvése

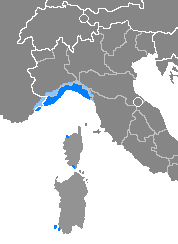
Ligur nyelv

Természetes határai meglehetősen zárttá teszik, délről a Ligur-tenger, északról a Tengeri-Alpok és az Appenninek hegyei magasodnak felette.

### Tájegységei
A terület a Ligur-tenger partjának irányába tekint, hosszan elnyúló vidéket képez a Genovai-öböl (Golfo di Genova) felé. Közigazgatási–politikai határait nyugatról Franciaország, míg keletről Toszkána képezi. Síkságai szinte nincsenek: csupán két kisebb folyó menti sík vidéke létezik, a Centa és Entella mellett. Genovától nyugatra a Riviera di Ponente vagy ismertebb nevén a Riviera dei Fiori partja nyúlik el szűk, homokos strandokkal, míg tőle keletre a Riviera di Levante nevű partszakasz. A kettő együtt alkotja az ún. Liguri Riviérát (Riviera ligure), ahol kis öblök és sziklák sora váltja egymást. 
Liguria területének kétharmad része hegyvidék, míg egyharmada dombos táj. Az Alpok hegyvonulatai a régió északi tájain magasodnak, az olasz–francia határon belső kristályos övezetei haladnak végig. A Tengeri-Alpok (Alpi Marittime) vonulatai 2200 m magasságig nyúlnak a Saccarello hegyével (monte Saccarello). Savona felett a Cadibona-hágó (Colle di Cadibona) 435 m-es legmagasabb pontjával választóvonalat jelent az Alpok és a Liguri-Appenninek (Appennino ligure) között. Az 1799 m–es Maggiorasca hegye (monte Maggiorasca) az Appenninekben Emilia-Romagna határa. Számos magasan fekvő völgyét a téli hónapokban hó takarja. A Giovi-hágó különös fontosságú hely, mivel természetes átjárót biztosít a Genova és Milánó között húzódó útvonal számára, illetve összeköti Genovát a Pó-alföld jelentősebb településeivel. 
Liguria legmagasabb csúcsai: 
- Monte Saccarello (2201 m)
- Monte Pietravecchia (2038 m)
- Monte Grai (2014 m)
- Monte Toraggio (1973 m)
- Monte Maggiorasca (1804 m)
- Monte Aiona (1692 m)
- Monte Nero (1671 m)
- Monte Ceppo (1627 m)

### Vízrajza
Folyói: 
A terület észak–déli szűkös kiterjedése miatt (mivel egyetlen pontja sincs 30 km-nél távolabb a tengertől), saját folyókat nem tud felmutatni. Liguria esetében csupán kisebb patakokról lehet beszélni, amelyek csak a tavaszi és őszi időszakban szállítanak vizet, nyáron pedig kiszáradt medreket láthatunk helyükön. Ilyenek például a Polcevera patak és az Entella patak. Liguriában a Pó folyó több fontos mellékfolyójának és azok mellékfolyóinak forrása található, ilyenek a Bormida, a Trebbia (115 km) és a Scrivia (90 km). A Roia (59 km) folyó szintén itt ered, majd Franciaország felé indul útjára. 
Tavai: 
- Brunetói-tó (Lago del Brugneto), a legnagyobb tó – Torriglia
- Giacopianei-tó (Lago di Giacopiane) – Borzonasca
- Agoraie tavai (Laghi delle Agoraie) – Val d'Aveto
- Val Noci-i tó (Lago di Val Noci) – Genova megye
- Gorzentei-tó (Lago del Gorzente) – Genova megye
- Badana-tó (Lago Badana) – Piemont határán
- Tenardai-tó (Lago di Tenarda) – Imperia megye, Pigna
- Osigliai-tó (Lago di Osiglia)

### Tájegységeinek rendszere (összefoglaló táblázat)
| Genova megye | Genova megye                                                                                               | Imperia megye                                     | Spezia megye                                                                 | Savona megye |
| - Golfo Paradiso - Tigullio - Val Bisagno - Val d’Aveto - Valle dell’Orba - Val Fontanabuona - Val Graveglia - Val Lerone | - Val Petronio - Val Polcevera - Val Trebbia - Valle Argentea - Valle Scrivia - Valle Stura - Valle Sturla | - Valle Argentina - Valle Armea - Valle Intemelia | - Cinque Terre - Costa apuana - Golfo dei Poeti - Val di Magra - Val di Vara | - Altopiano delle Mànie - Val Bormida - Val Lerrone - Val Merula - Val Neva - Valle Arroscia - Valle Pennavaira - Alta Valle dell’Orba |

### Környezetvédelem

#### Nemzeti parkok és természeti parkok
| Park neve                                                                                        | Közigazgatási terület     | Települések | Területe (ha) | Fotó |
| ------------------------------------------------------------------------------------------------ | ------------------------- | --- | ------------- | ---- |
| Antolai Regionális Természeti Park (Parco naturale regionale dell’Antola)                        | Genova megye              | Busalla, Crocefieschi, Fascia, Gorreto, Montebruno, Propata, Ronco Scrivia, Rondanina, Savignone, Torriglia, Valbrevenna, Vobbia | 4837          |      |
| Avetói Regionális Természeti Park (Parco naturale regionale dell’Aveto)                          | Genova megye              | Borzonasca, Mezzanego, Ne, Rezzoaglio, Santo Stefano d’Aveto                                                                     | 3018          |      |
| Beiguai Regionális Természeti Park (Parco naturale regionale del Beigua)                         | Genova megye/Savona megye | Arenzano, Campo Ligure, Cogoleto, Genova, Masone, Rossiglione, Sassello, Stella, Tiglieto, Varazze                               | 8715          |      |
| Bric Tana-i Regionális Természeti Park (Parco naturale regionale di Bric Tana)                   | Savona megye              | Millesimo | 170           |      |
| Cinque Terre Nemzeti Park (Parco nazionale delle Cinque Terre)                                   | Spezia megye              | La Spezia, Levanto, Monterosso al Mare, Riomaggiore, Vernazza                                                                    | 3859          |      |
| Montemarcello-Magra Regionális Természeti Park (Parco naturale regionale di Montemarcello-Magra) | Spezia megye              | | 2726          |      |
| Piana Crixia Regionális Természeti Park (Parco naturale regionale di Piana Crixia)               | Savona megye              | Piana Crixia | 794           |      |
| Portofinói Regionális Természeti Park (Parco naturale regionale di Portofino)                    | Genova megye              | Camogli, Portofino, Santa Margherita Ligure                                                                                      | 1056          |      |
| Porto Venere-i Regionális Természeti Park (Parco naturale regionale di Porto Venere)             | Spezia megye              | Porto Venere | 279           |      |

## Történelem

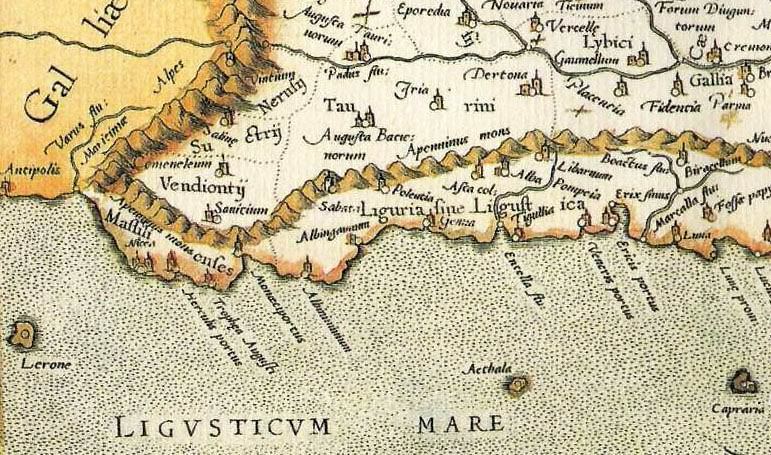
Az ókori Liguria térképe Var és Magra folyók között

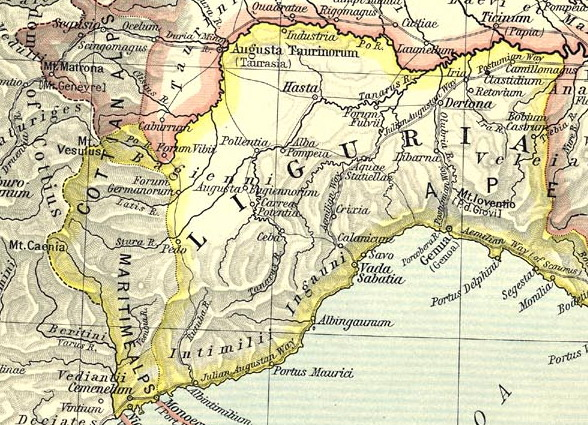
A római kori Liguria

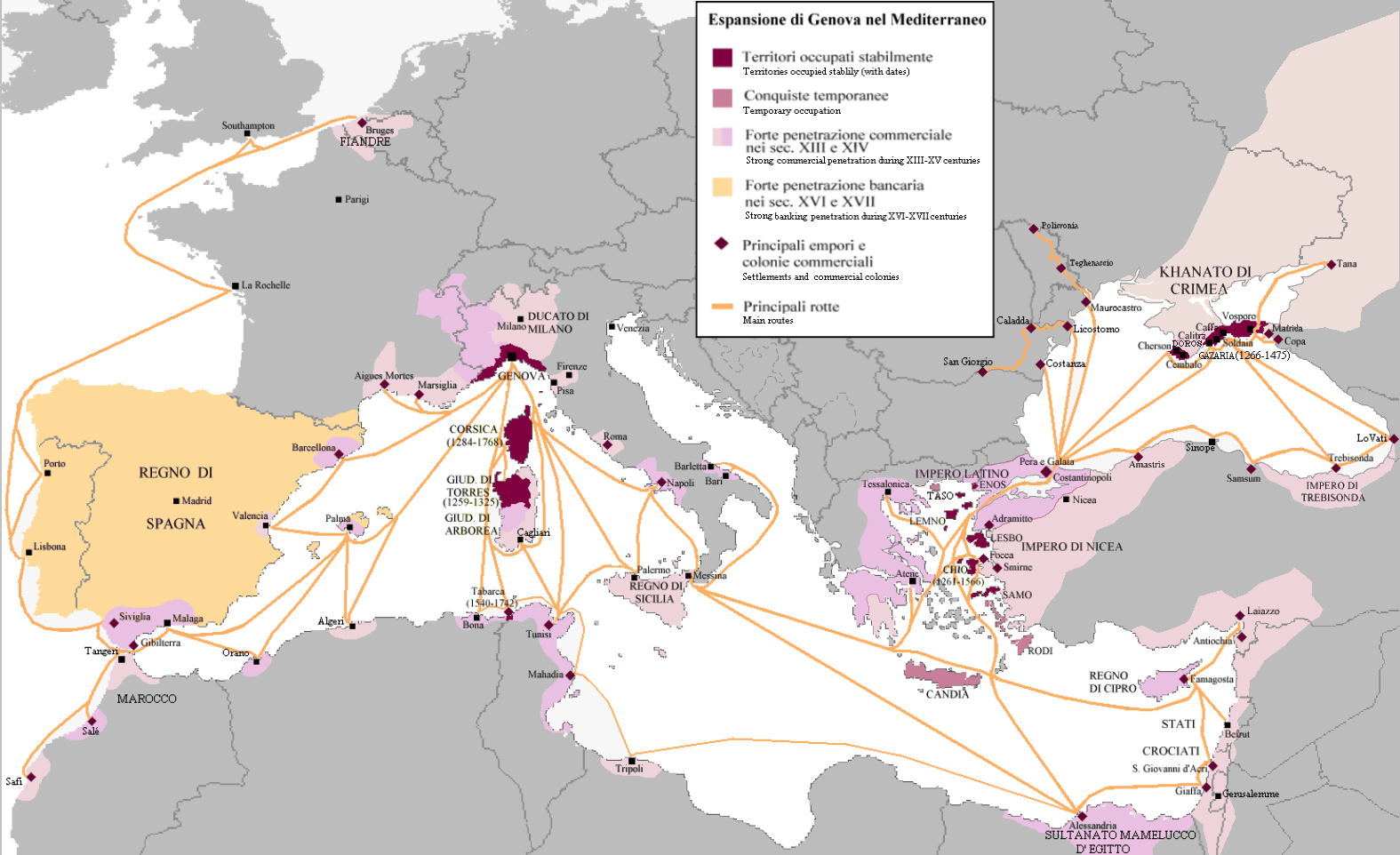
Genovai Köztársaság

A régiót az i. e. 6. században a ligurok népesítették be, akiket később északabbra űztek a föníciaiak, a görögök illetve a karthágóiak. Az i. e. 2. században Róma leigázta Liguriát. A középkorban Piemont és Lombardia területéhez tartozott, partvidéke területei pedig a Genovai Köztársaság része volt. 1797-ben Napóleon létrehozta a Ligur Köztársaságot, amelyet 1805-ben az Itáliai Királysághoz csatolt. 1815-ben, mint a Genovai Hercegség, a Szárd Királyság részévé vált, majd 1861-ben az Olasz Királyságba olvasztották. Mai határait a második világháború után jelölték ki.

## Közigazgatás

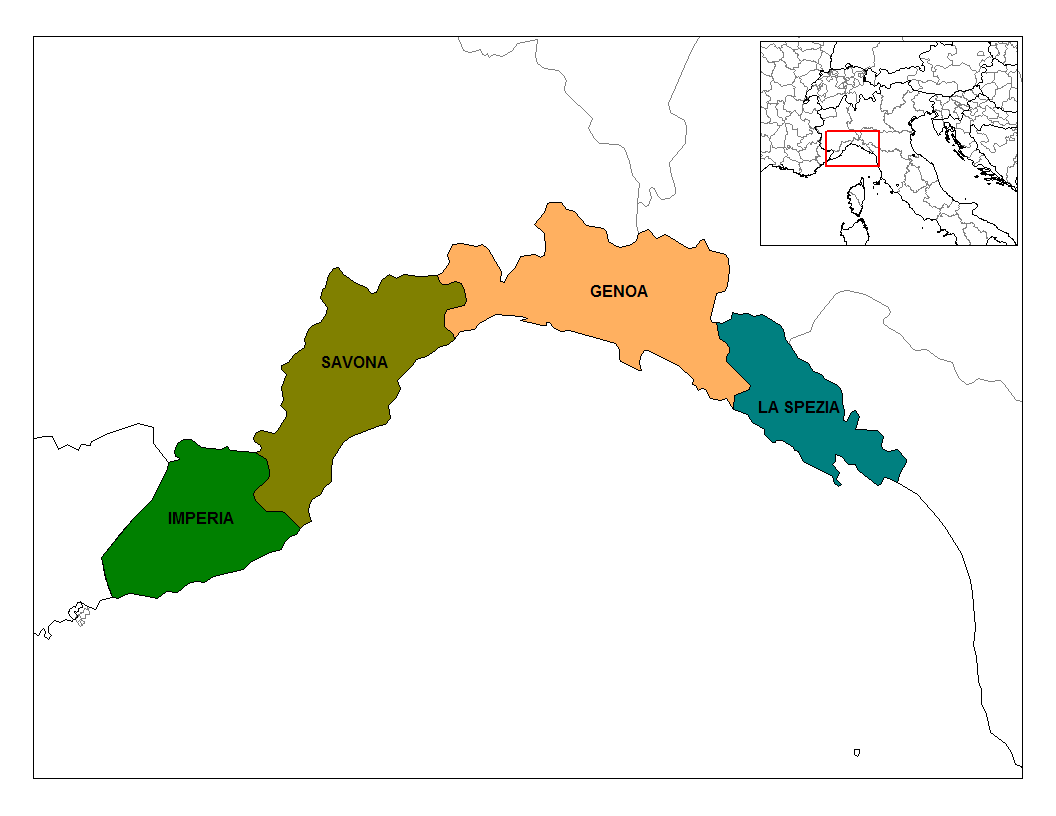
Liguria megyéi

Liguriát közigazgatásilag négy megye (provincia) alkotja:  
- Savona megye (Provincia di Savona), közigazgatási székhelye Savona
- Imperia megye (Provincia di Imperia), közigazgatási székhelye Imperia
- Genova megye (Provincia di Genova), közigazgatási székhelye Genova
- La Spezia megye (Provincia di La Spezia), közigazgatási székhelye La Spezia

## Gazdaság

### Kereskedelem

#### Idegenforgalom

##### Üdülőturizmus

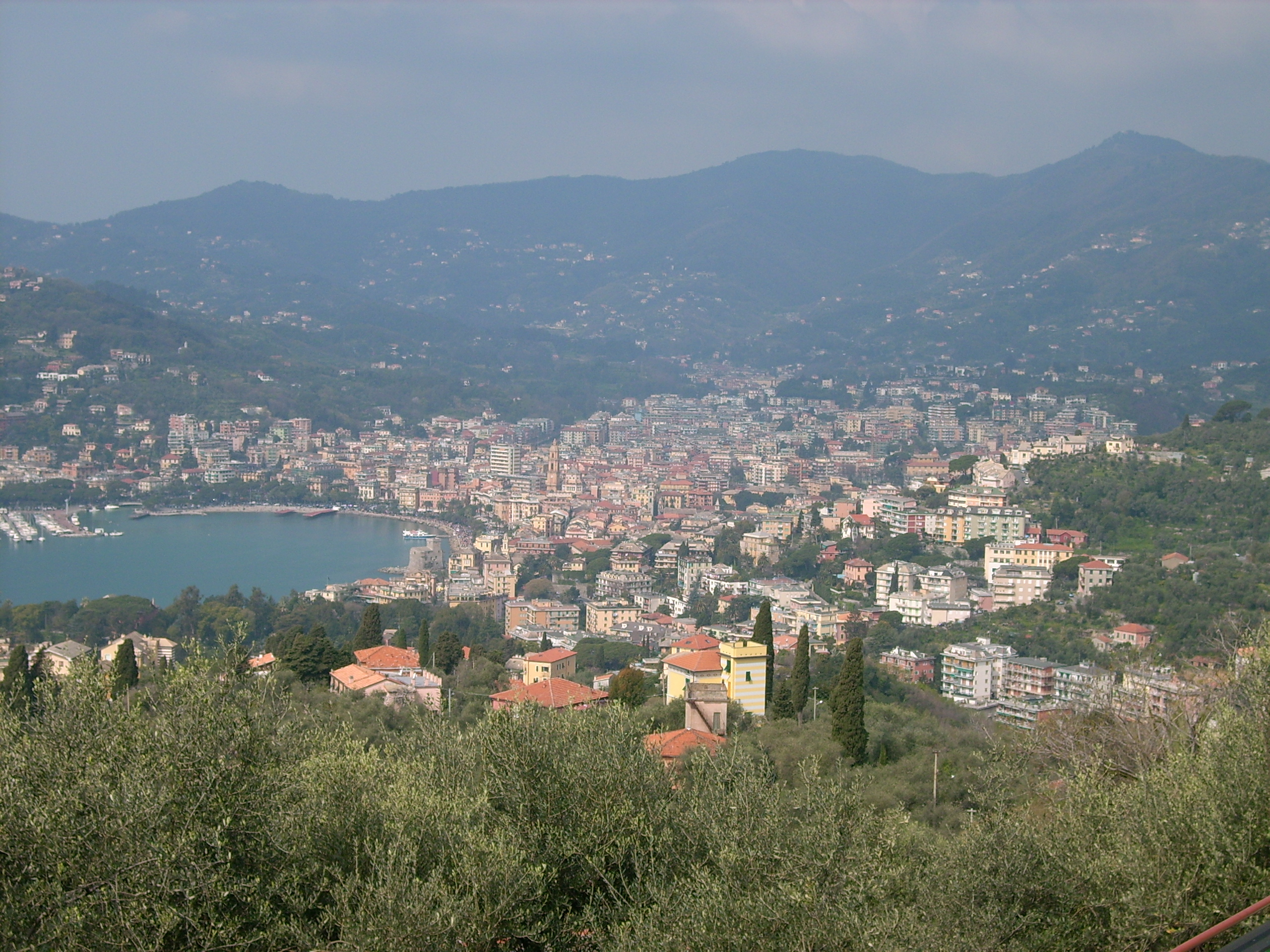
Rapallo

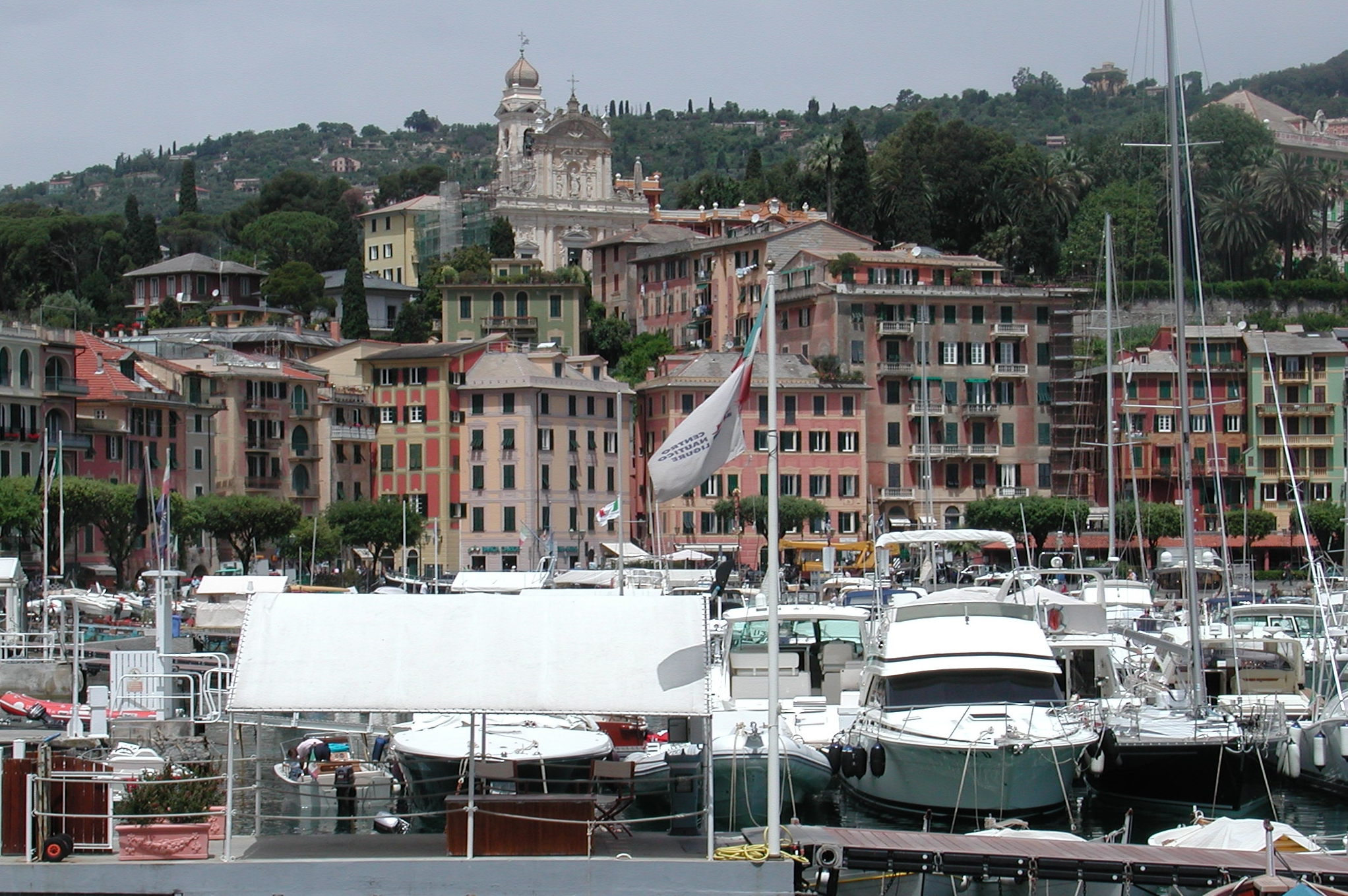
Santa Margherita Ligure

Miután a franciák a 19. század második felében ismertté tették a Francia Riviérát, az olaszok pár évtizedet késlekedve ennek folytatásaként próbálkoztak meg a Genovától nyugatra eső partszakasz megismertetésével. A Genovától keletre elhelyezkedő festői partvidék azonban még sokáig ismeretlen szűzföldet jelentett a turisták számára, hiszen ezt a környéket az Appenninek meredeken a tengerbe zuhanó nyúlványai tették szinte megközelíthetetlenné.  
Liguria tengerparti üdülőhelyei homokos partokkal és impozáns természeti illetve kulturális látnivalók sorával vonzzák ma már a vendégek sokaságát. Nyugatról keleti irányba haladva a parton a következő népszerű települések húzódnak:
- Sanremo: az olasz Riviéra eleganciájáról és fesztiváljairól nevezetessé vált, legfelkapottabb és egyik legdrágább üdülőhelye.
- Albenga: a nyugati part ősi kisvárosa kempingjeivel vívta ki a népszerűséget a látogatók között.
- Finale Ligure: ugyancsak kempingek sorával várja a vendégeket, különösen a kisgyermekes családok kedvelt üdülőhelye.
- Camogli: egykori halászfalucskából vált szállodákkal és villákkal teli nyaralóhellyé, ám kis öblével megőrizte jellegzetes halászkarakterét.
- Portofino: a keleti Riviéra legszebbnek tartott települése dús növényzettel, macchiabozótossal, színpompás halászházikókkal, régi várakkal.
- Santa Margherita Ligure: jellegzetes nemzetközi üdülőváros a Tigullio-öbölben sziklás parttal és dús vegetációval, előkelő vendéglők sokaságával, nyüzsgő turistaforgataggal.
- Rapallo: szintén a Tigullio-öböl nyüzsgő turistaparadicsoma, de érdemes felkeresni ősi várkastélyát és a környéken fekvő zarándokhelyet is.
- Chiavari: gyönyörű stranddal és régi palotákkal kedveskedik az itt pihenő vendégseregnek.
- Sestri Levante: meredek hegyfalú település vadregényes parttal, kempingekkel.
- La Spezia: csodálatos virágdíszes pálmasétánnyal és kertes villák övezetével a dombok irányába kapaszkodva hívogatja a pihenni vágyó utast.
- Porto Venere: sokszínű település hagyományos halászkikötővel. Érdemes felkeresni  a közelben fekvő La Palmaria-sziget (Isola di Palmaria) híres Kék barlangját (Grotta Azzurra).
- Lerici: pálmasétányos tengerpart, eldugott öböl, festői kis sziklaszirtek fogadják a vendégeket a Riviéra legdélebbi pontján.

A partvidék településeinek felosztása : 
- A keleti part, vagy Riviera di Levante, települései: Genova, Bogliasco, Sori, Recco, Camogli, Portofino, Santa Margherita Ligure, Rapallo, Zoagli, Chiavari, Lavagna, Sestri Levante, Moneglia, Deiva Marina, Bonassola, Levanto, Monterosso, Vernazza, Riomaggiore, Porto Venere, La Spezia, Lerici, Sarzana.
  - Külön kiemelt vidékei, figyelemreméltó tájegységei:
    - a Golfo di Paradiso: Nervi, Bogliasco, Sori, Recco, Camogli.
    - a Cinque Terre (La Spezia megye): Riomaggiore, Corniglia, Vernazza, Monterosso, Manarola.
    - a Golfo di Tigullio: Cavi di Lavagna, Chiavari, Lavagna, Moneglia, Portofino, Rapallo, Riva Trigoso, Santa Margherita Ligure, San Stefano D‘Aveto, Sestri Levante, Zoagli.
- A nyugati part, vagy Riviera di Ponente, illetve Virágok riviérája (Riviera dei Fiori) települései: Dolceacqua, Apricale, Triora, Cervo, Finale Ligure, Alassio, Andora, Sanremo.

##### Kulturális turizmus
Népszerű turistaútvonalak: 
- Sanremo – Taggia – Triora – Colle di Langan – Pigna – Ventimiglia – Sanremo
- Imperia – Colle di Nava – Garessio – Erli – Toriano – Albenga – Imperia
- Finale Ligure – Colle del Melongo – Altare – Pontinvrea – Albisola – Savona – Noli – Finale Ligure
- Genova – Voltri – Campo Ligure – Rossiglione – Urbe – Sassello – Varazze – Genova
- Genova Nervi – Camogli – Monte di Portofino – Portofino – Santa Margherita Ligure – Rapallo – Zoagli
- Monegli – Sestri Levante – Lavagna – Chiavari – Cogorno – Borzonasca – Rezzoaglio – Santo Stefano d’Aveto
- Lévanto – Cinque Terre – Porto Venere
- Lerici – Bocca di Magra – Ameglia – Luni – Sarzana – Lerici

## Gasztronómia
- Genovai eredetű, közkedvelt mártás a pesztó (pesto alla genovese)

## Galéria

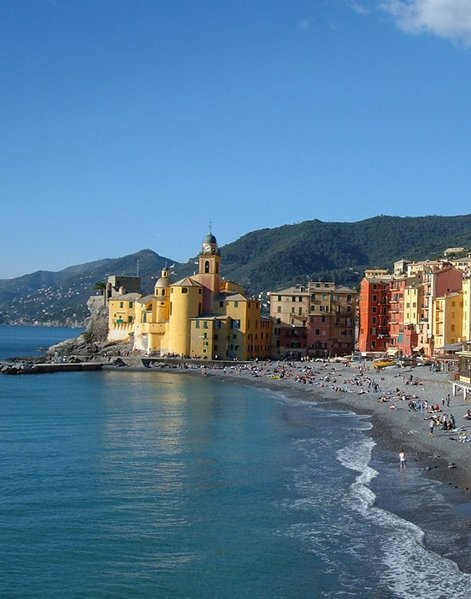
Camogli
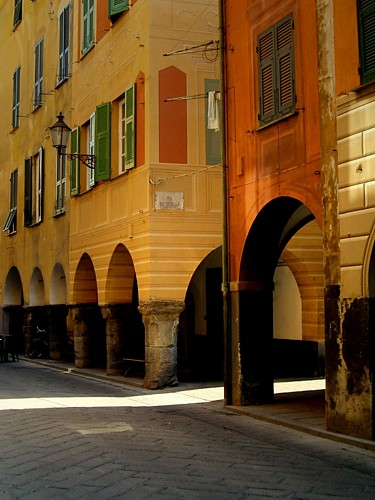
Chiavari
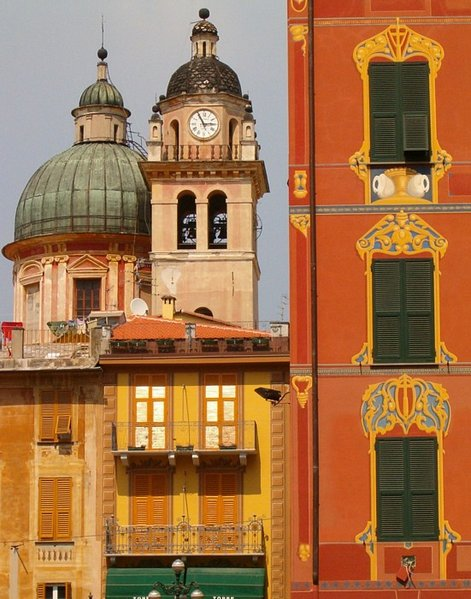
Chiavari
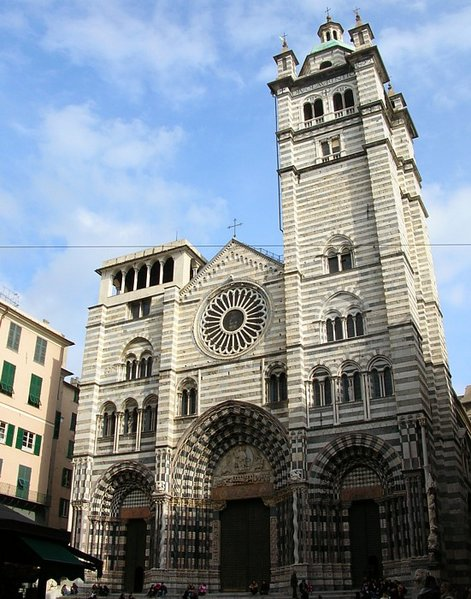
Genova
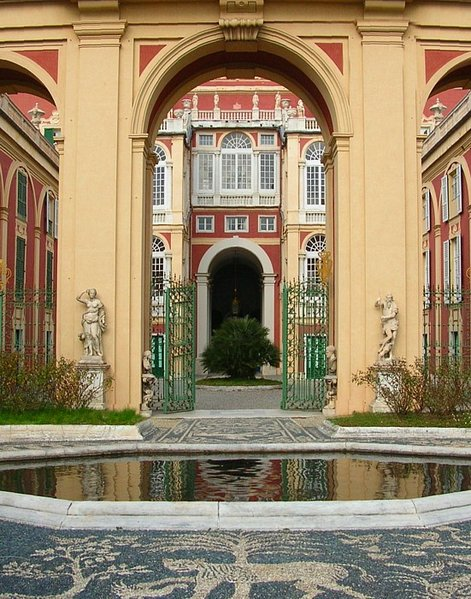
Genova
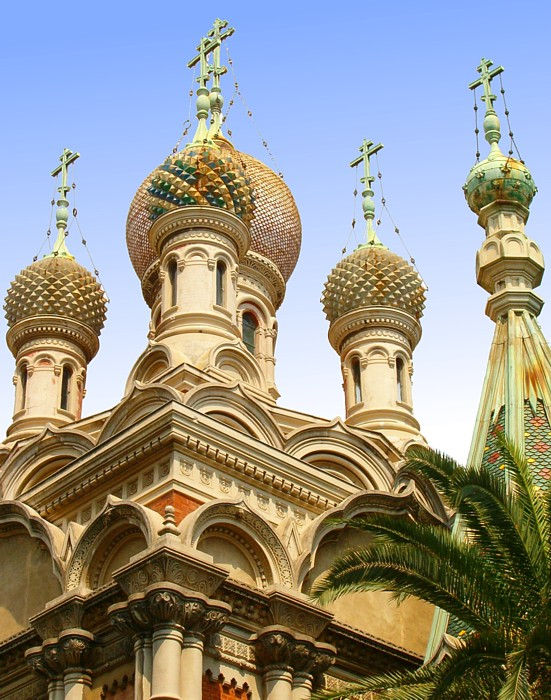
Sanremo
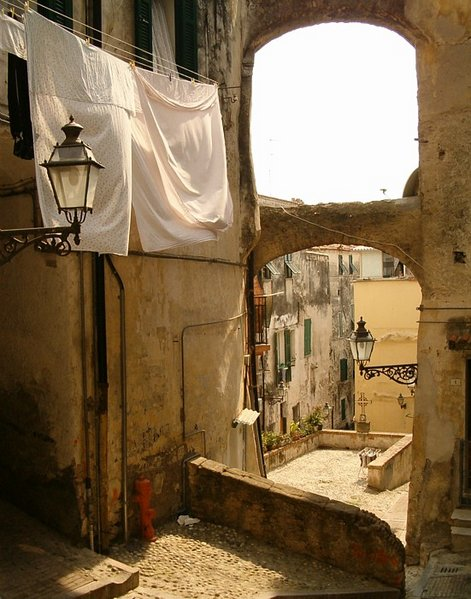
Sanremo
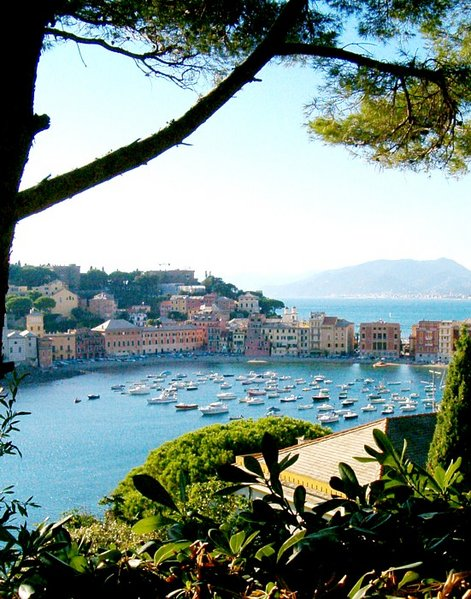
Sestri Levante
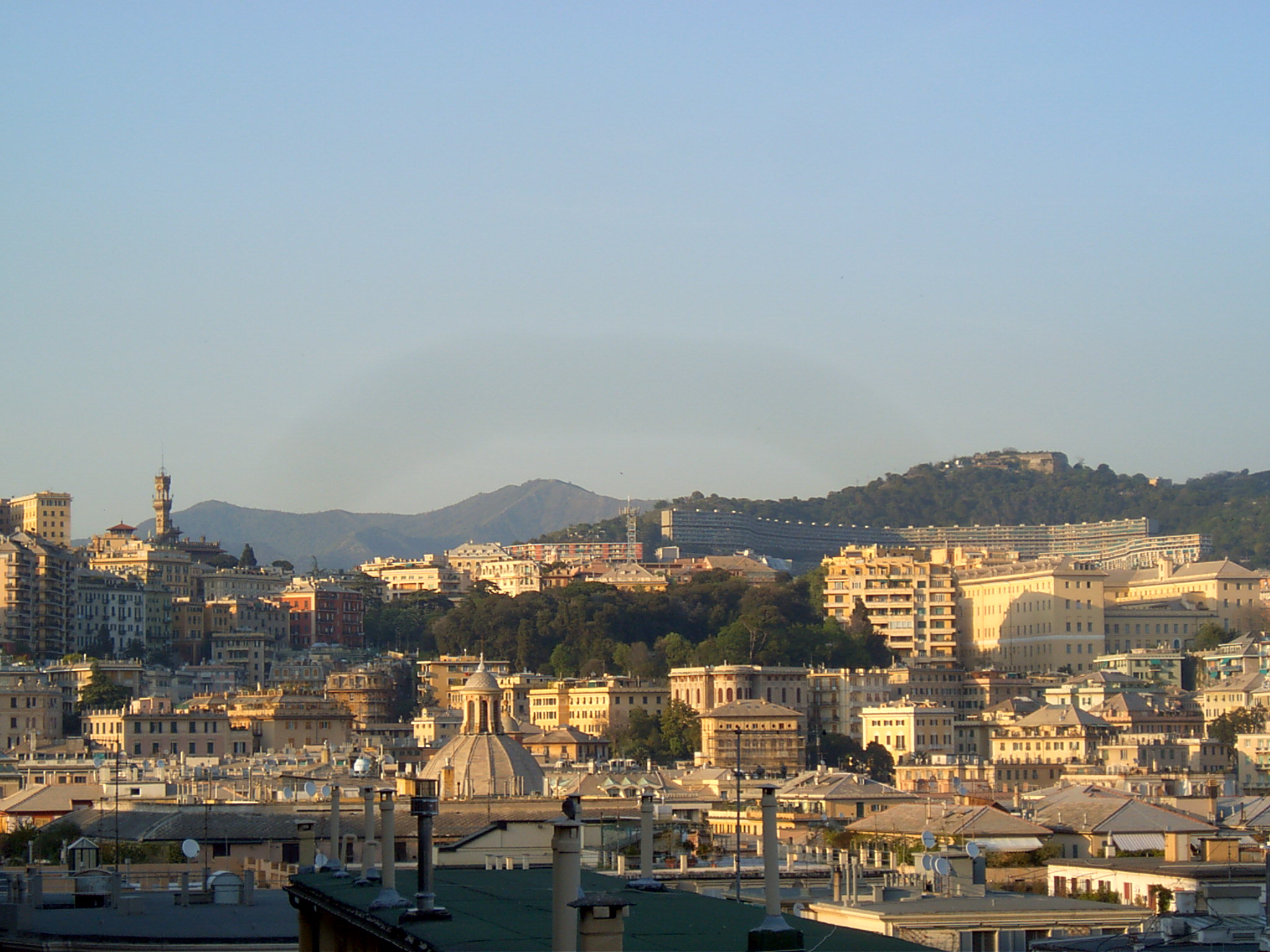
Panorama Genova da galiera